# Abigar

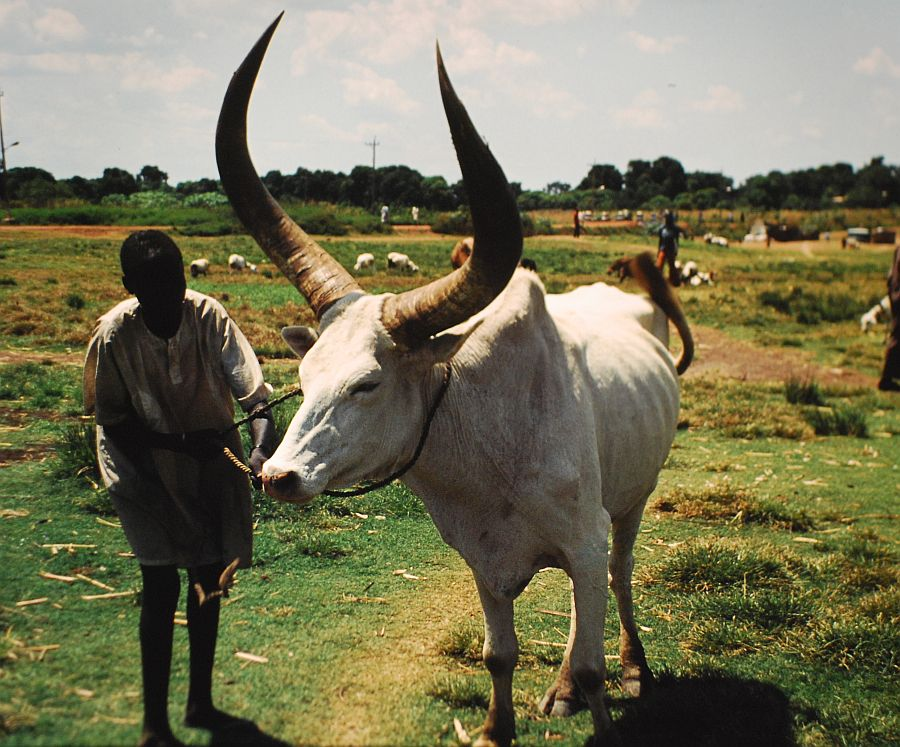
Exemplo de vaca abigar

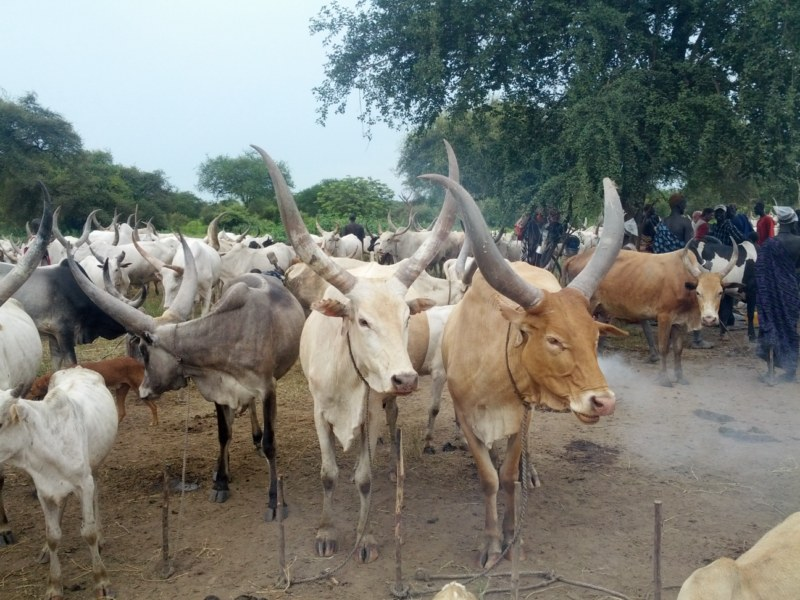
Gado abigar

Abigar é uma raça bovina africana. São bastante característicos seus grandes chifres pontiagudos.
É encontrado principalmente na Etiópia e no Sudão do Sul . Neste último país, constitui a maior parte do gado das tribos Dinka, Nuer e Shilluk . É usado principalmente para a produção de leite (3 a 5 litros por dia), e em menor escala para a carne e trabalho de campo.
A estimativa é de que haja 550 000 cabeças de gado desta raça.